# نابنط

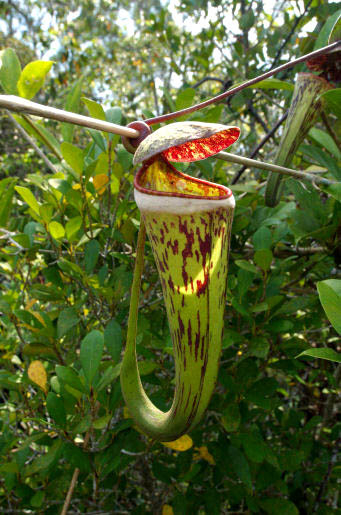
نبات الجرة

النابَنط  أو السَّلْوَس أو النَّبْنَش (الاسم العلمي: Nepenthes) هو جنس من النباتات اللاحمة يتبع فصيلة النابنطية من رتبة القرنفليات.
تختلف النباتات آكلات الحشرات في طريقة تحور أوراقها إلى عدة أشكال للتمكن من اصطياد فرائسها، ومن هذه النباتات نبات الجرة وفيه تكون قاعدة الورقة متورقة، بينما طرفها الآخر يتحور ويتكون على هيئة جرة في طرفها غطاء، ويغطي الجدار الداخلي للجرة بمادة شمعية وشعيرات متجهة إلى أسفل لتمنع خروج الحشرات، عندما تدخل إلى داخل الجرة، وبداخل الجرة توجد غدد تفرز سائلا يملأ جزءا من الجرة كما يوجد على طرف الجرة مادة سكرية لزجة لجذب الحشرات، وعندما تسقط الحشرة داخل الجرة يصعب عليها الهرب، وتقوم الإنزيمات بهضمها ومن ثم امتصاص ما يلزم من مكوناتها.والمواطن التي ينبت بها نبات الجرة بكثرة هي جنوب الصين، وأندونيسيا ،ماليزيا والفلبين وأستراليا والهند وسريلانكا